# 양태렬
양태렬(1995년 5월 25일 ~ )는 대한민국의 축구 선수로, 포지션은 중앙 미드필더이다.

## 클럽 경력
양태렬은 언남고등학교 축구부를 거쳐 광운대학교 축구부에 입단하였다. 당시 오승인 감독의 지도 하에 1, 2학년 때부터 많은 출장기회를 부여받았다. 그러나 2016년 발목 부상을 당해 8개월 간 그라운드를 떠나 재활에 매진했고, 뒤늦게 대학 축구 시즌에 합류하였다. 이 때 최순호 포항 감독의 눈에 들었다. 2017년 여름, 졸업하기 반 년이나 남은 상태에서 포항 스틸러스와 프로 계약이 확정되었다.
K리그1 2018 시즌 3월 31일 4라운드 울산 현대와의 동해안 더비 홈 경기에서, 경기 종료 직전 하창래와 교체되어 투입되며 자신의 프로 데뷔 무대를 가졌다.
2019시즌을 앞두고 팀 동료 박성우와 함께 아산 무궁화 FC로 임대되었다. 2019년 6월 30일 열린 부산 아이파크와의 경기에서 2골을 기록하며 팀의 4-2 승리를 이끌었다. 2019 시즌 15경기에 나서 3골을 기록하였다. 시즌 종료 후 포항 스틸러스로 복귀하였다.
2021시즌을 앞두고 K3리그의 경주 한국수력원자력으로 임대 이적했다.